# Бережівська сільська рада
Бережі́вська сільська́ ра́да — адміністративно-територіальна одиниця та орган місцевого самоврядування в Ічнянському районі Чернігівської області. Адміністративний центр — село Бережівка.

## Загальні відомості
- Територія ради: 34,31 км²
- Населення ради: 762 особи (станом на 2001 рік)

Бережівська сільська рада зареєстрована 1919 року. Стала однією з 27-ти сільських рад Ічнянського району і одна з 8, яка складається з одного населеного пункту.
На території сільради діє Бережівська ЗОШ І-ІІІ ст. та Бережівський ДНЗ.

## Населені пункти
Сільській раді були підпорядковані населені пункти:
- с. Бережівка

## Склад ради
Рада складалася з 16 депутатів та голови.
- Голова ради: Кравець Олександр Васильович
- Секретар ради: Верескун Ольга Іванівна

### Керівний склад попередніх скликань
| Прізвище, ім'я, по батькові  | Основні відомості                                                         | Дата обрання | Дата звільнення |
| ---------------------------- | ------------------------------------------------------------------------- | ------------ | --------------- |
| Кравець Олександр Васильович | Сільський голова, 1956 року народження, освіта вища                       | 26.03.2006   | 31.10.2010      |
| Кравець Олександр Васильович | Сільський голова, 1956 року народження, освіта вища, член Партії регіонів | 31.10.2010   |                 |

Примітка: таблиця складена за даними сайту Верховної Ради України

### Депутати
За результатами місцевих виборів 2010 року депутатами ради стали:

#### За суб'єктами висування
| Суб'єкт висування | Кількість обраних депутатів | %    |
| ----------------- | --------------------------- | ---- |
| Партія регіонів   | 13                          | 81,3 |
| Народна партія    | 2                           | 12,5 |
| Самовисування     | 1                           | 6,3  |

#### За округами
| № округу        | Прізвище, ім'я, по батькові      | Дата визнання обраним | Освіта  | Партійна приналежність | Відомості про обраного депутата                     |
| --------------- | -------------------------------- | --------------------- | ------- | ---------------------- | --------------------------------------------------- |
| Народна Партія  |                                  |                       |         |                        |                                                     |
| 12              | Левченко Любов Василівна         | 02.11.2010            | середня | член Народної партії   | ПОСП «Бережівка», секретар-касир                    |
| 16              | Лаптиренко Олександра Миколаївна | 02.11.2010            | середня | член Народної партії   | ПОСП «Бережівка», бухгалтер                         |
| Партія регіонів |                                  |                       |         |                        |                                                     |
| 1               | Руденко Ірина Олександрівна      | 02.11.2010            | вища    | член Партії регіонів   | Бережівська сільська бібліотека-філіал, завідувачка |
| 2               | Демченко Микола Ілліч            | 02.11.2010            | вища    | член Партії регіонів   | ПОСП «Бережівка», інженер-будівельник               |
| 3               | Сакун Валентина Миколаївна       | 02.11.2010            | середня | член Партії регіонів   | загальноосвітня школа І-ІІІ ст., кухар              |
| 4               | Латун Віктор Іванович            | 02.11.2010            | середня | член Партії регіонів   | пенсіонер                                           |
| 5               | Верескун Ольга Іванівна          | 02.11.2010            | вища    | член Партії регіонів   | Бережівська сільська рада, секретар                 |
| 6               | Кондратенко Валентина Миколаївна | 02.11.2010            | вища    | член Партії регіонів   | ПОСП «Бережівка», головний бухгалтер                |
| 7               | Жохін В'ячеслав Сергійович       | 02.11.2010            | середня | член Партії регіонів   | ПОСП «Бережівка», механізатор                       |
| 8               | Дячок Валентина Миколаївна       | 02.11.2010            | вища    | член Партії регіонів   | пенсіонер                                           |
| 9               | Харченко Оксана Олександрівна    | 02.11.2010            | середня | член Партії регіонів   | Бережівське відділення зв'язку, листоноша           |
| 11              | Цапко Антоніна Григорівна        | 02.11.2010            | вища    | член Партії регіонів   | пенсіонер                                           |
| 13              | Горбач Ганна Федорівна           | 02.11.2010            | вища    | член Партії регіонів   | пенсіонер                                           |
| 14              | Литовченко Микола Іванович       | 02.11.2010            | середня | член Партії регіонів   | пенсіонер                                           |
| 15              | Кушніренко Валентина Степанівна  | 02.11.2010            | середня | член Партії регіонів   | ПОСП «Бережівка», обліковець                        |
| Самовисування   |                                  |                       |         |                        |                                                     |
| 10              | Дорошенко Тамара Миколаївна      | 02.11.2010            | середня | позапартійна           | ПОСП «Бережівка», технічний працівник               |